# Zaharia Boerescu

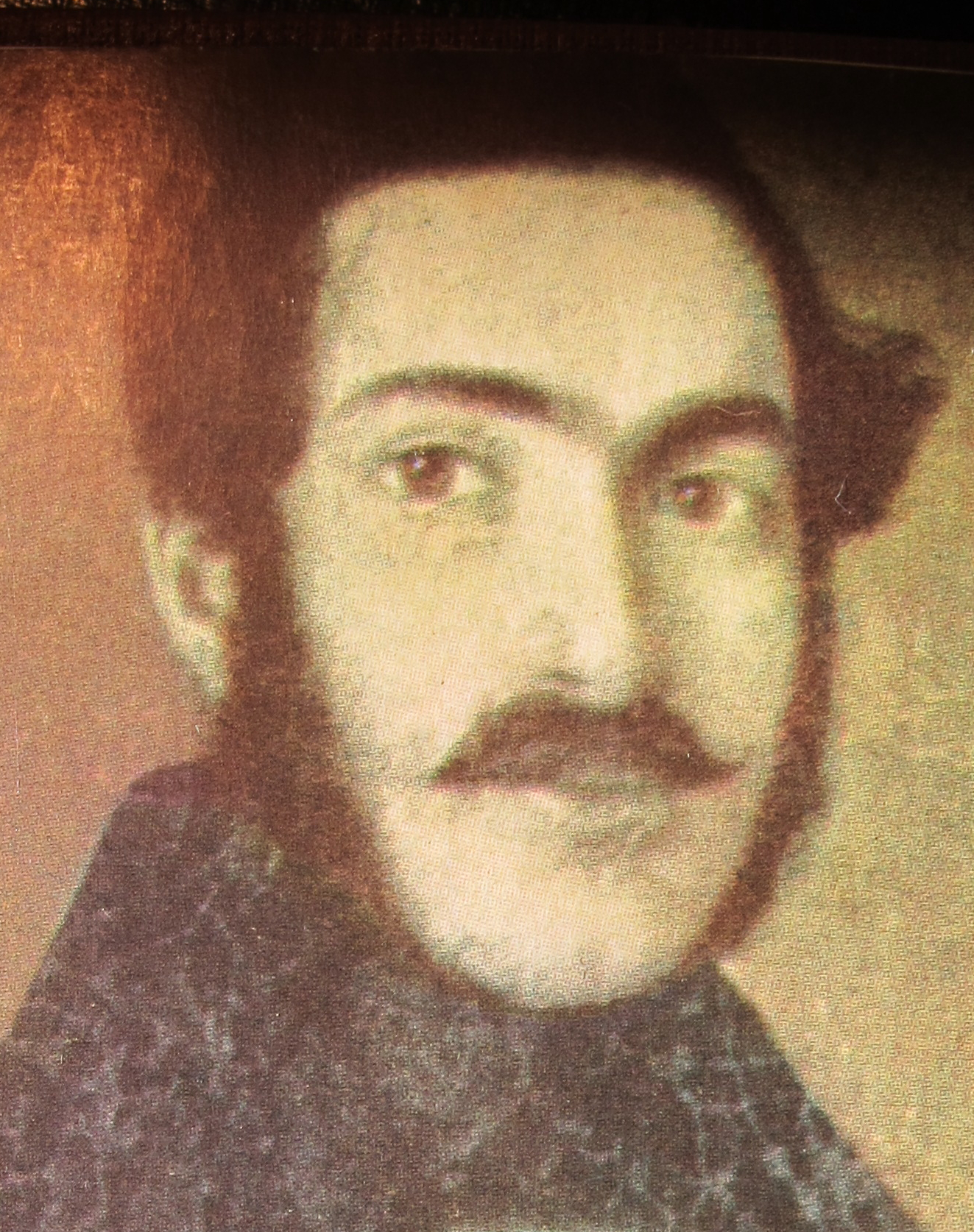
Zaharia Boerescu in 1840, pictat de Constantin Daniel Rosenthal

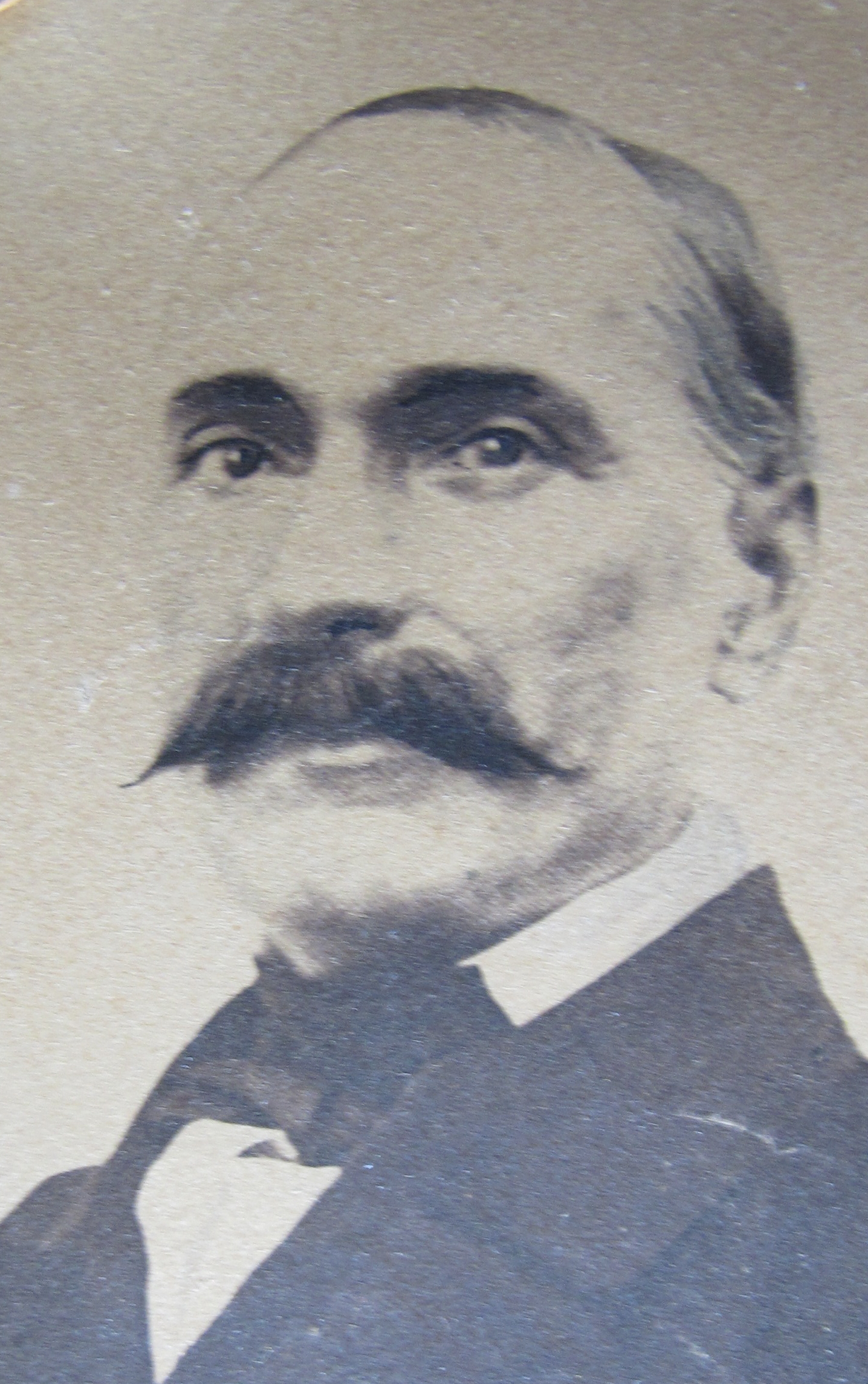
Zaharia Boerescu (1880)

Zaharia Boerescu (n. 1809, Comloșu Mare – d. 11 iunie 1884, București) a fost unul dintre primii profesori de limbă latină și teologie din Seminarul Central al Mitropoliei din București și unul dintre conducătorii Revoluției de la 1848 în orașul Giurgiu.

## Biografie
Zaharia Boer s-a născut în Banat în anul 1809, probabil în comuna Comloșu Mare. Și-a schimbat numele în Boerescu, după stabilirea sa în Țara Românească.
A fost căsătorit cu Zinca/ Joița (1821-1898), născută Roșca. Socrul său, Constantin Roșca, era „vistier” (funcționar superior la Vistieria Țării Românești). Zaharia și Zinca au avut împreună paisprezece copii, dintre care au ajuns la maturitate numai șapte: Cornelia (1845-1895), căsătorită cu profesorul Zaharia Columb (1816-1878) din Iași, apoi cu Gh. Morțun; Eliza (n. 1847-), căsătorită cu I. Tănăsescu; Eufrosina (1848-1874), căsătorită cu Zaharia Vasiliu; Elvira/ Arghira (1850-1910), căsătorită cu col. Grigore Giossan; Iuliu Boerescu (n. 1851-), colonel în artilerie, Constantin Z. Boerescu (1854-1915), general de divizie; Elena (n. 1860-1932?), căsătorită cu generalul Ion Tarnoschi (1852-1930).
Zaharia Boerescu a decedat la 11 iunie 1884, în București, în vârstă de 75 de ani, fiind înmormântat în Cimitirul „Sfânta Vineri”.

## Originea familiei
Tatăl lui Zaharia, Anghel Boer, era descendentul unui personaj interesant: Pârvul sin Matei Cojocarul sau Cupețul, moșnean cu dare de mână din Comanca (lângă Caracal, jud. Olt), devenit negustor în timpul ocupației austriece în Oltenia. Din cauza unui conflict cu niște turci, Pârvul sin Matei s-a refugiat în 1739 la Sibiu, fiind înregistrat la graniță cu numele „Boer”, deoarece numai moșnenii și boierii olteni aveau libertatea să se strămute după voința lor. Ulterior, Pârvul sin Matei Boer s-a stabilit în Banat, la Comloșu Mare, el fiind cel care a înființat (prin „înfigerea parului”) Mahalaua Oltenilor din acest sat bănățean.

## Studii și cariera profesorală
Zaharia Boerescu a absolvit Seminarul teologic din Vârșeț (azi Vršac, în Banatul sârbesc), unde a fost coleg de generație cu Andrei Șaguna, viitorul mitropolit al Ardealului. La insistențele pe lângă domnitorul Alexandru Dimitrie Ghica ale lui Nicolae (Nifon) Bălășescu, primul profesor și rector al Seminarului Central din București, Zaharia Boerescu a fost chemat din Timișoara ca să devină cel de al doilea profesor al acestui institut de învățământ superior teologic. A predat în această calitate limba latină și teologia dogmatică, ajutându-l în același timp pe colegul său N. Bălășescu la ținerea cursurilor, inclusiv la redactarea dicționarului latin-român al acestuia. În anul 1843, Z. Boerescu este mutat ca director provizoriu al Seminarului din Curtea de Argeș, iar apoi este numit, în același an, profesor al Școlii Normale din Caracal. În timpul șederii în Caracal, Z. Boerescu reia legăturile de familie cu moșnenii Urculești din Comanca, pe care i-a ajutat în a-și cere drepturile de proprietate uzurpate de personaje sprijinite de cârmuirea județului Romanați. Tot acolo se împrietenește cu Popa Șapcă, învățător din Celei, viitorul revoluționar, pe care îl propune în funcția de subrevizor al plasei Oltului de Jos.  
Pentru atitudinile sale publice de protest, în anul 1845 Z. Boerescu a fost transferat la Școala Normală din Giurgiu, unde a rămas până la Revoluția de la 1848.

## Anul revoluționar 1848
Profesoratul în Scolile Normale de învățători l-a pus în contact pe Z. Boerescu cu gravele probleme sociale ale vremii și l-a apropiat de colegii de breaslă care aveau aceleași vederi liberale. La Giurgiu, revoluția a fost condusă de intelectualitatea orașului, printre care se număra și Z. Boerescu. Un raport din primele zile ale revoluției, semnat și de Z. Boerescu, aducea la cunoștință Departamentului Treburilor din Lăuntru că „orașul se află sculat în picioare și în pericol”, pericolul fiind reprezentat de boierul Alecu Villara, fostul ministru de Interne, care „uneltea împotriva libertății poporului”. La 14 iunie 1848, este delegat împreună cu N. Zossima să-l însoțească pe Scarlat Kretzulescu, șeful gvardiei naționale, la București, pentru a „închina Guvernului și la toți frații români steagul național tricolor”. Pentru activitatea sa revoluționară, Zaharia Boerescu a fost dat afară din învățământ, a fost arestat în noiembrie 1948, fiind trecut pe lista proscrișilor ardeleni, pentru că „luase parte la cauza revoluției”, alături de August Treboniu Laurian, Ioan Maiorescu, Aaron Florian, Al. Papiu Ilarian și Simion Bărnuțiu. Zaharia Boerescu s-a exilat apoi la Sibiu, unde Andrei Șaguna, care devenise episcopul ortodox al românilor ardeleni, i-a oferit adăpost.

## Revenirea la catedră
Rămas fără slujbă, Zaharia Boerescu a fost rechemat în țară abia în anul 1851, fiind numit profesor și inspector al Seminarului din Curtea de Argeș, în urma stăruințelor episcopului Climent, care îl cunoștea încă de la Seminarul din București. În 1863 este destituit din funția de rector al Seminarului, în urma unui articol de presă scris în favoarea lui C. A. Rosetti, aflat în opoziție. Cariera didactică a lui Z. Boerescu se încheie la Seminarul Central din București, de unde a fost pensionat în anul 1866. În același an va fi ales membru al Societății Literare din București, iar în 1867 membru în Comitetul școlar al Capitalei.
În prezent există o stradă care poartă numele lui Zaharia Boerescu în Municipiul Târgoviște.

## Lucrări lăsate în manuscris
- Biblioteca Academiei Române, Introducere în Theologhiia păstorală, 1839, curs, manuscrisul românesc nr. 1730.
- Îndreptarea Evangheliilor, curs, pierdut.[9]
- Pastorala, curs, pierdut.[9]
- Istorii bisericești, curs, pierdut.[9]

## Iconografie
Portretul lui Zaharia Boerescu, pictat în anul 1840 de Constantin Daniel Rosenthal, a intrat în posesia MNAR în anii 1950, fiind reprodus în rev. „Magazin istoric”, V, nr. 11 (56), nov. 1971, p. 36. Nu există știri despre acest tablou din colecțiile MNAR după anul 1989.

## Legături externe
- Pr. Acad. Mircea Păcurariu, Învățământul teologic seminarial în Biserica Ortodoxă română
- Zaharia Boerescu. Profesor de seminar, Dicționarul teologilor români[nefuncțională]